# Пиелавеси
Пиелавеси (фин. Pielavesi) — община в провинции Северное Саво, губерния Восточная Финляндия, Финляндия. Общая площадь территории — 1406,57 км², из которых 253,27 км² — вода.

## География
Территория общины охватывает северо-восточную часть двадцать пятого по величине озера страны — Нилакка.

## Демография
На 31 января 2011 года в общине Пиелавеси проживают 5081 человек: 2591 мужчина и 2490 женщин.
Финский язык является родным для 98,53% жителей, шведский — для 0,12%. Прочие языки являются родными для 1,36% жителей общины.
Возрастной состав населения:
- до 14 лет — 15,08%
- от 15 до 64 лет — 56,78%
- от 65 лет — 28,26%

Изменение численности населения по годам:
| Год  | Численность |
| ---- | ----------- |
| 1980 | 7439        |
| 1990 | 6677        |
| 2000 | 5916        |
| 2010 | 5087        |
| 2011 | 5081        |